# Halls

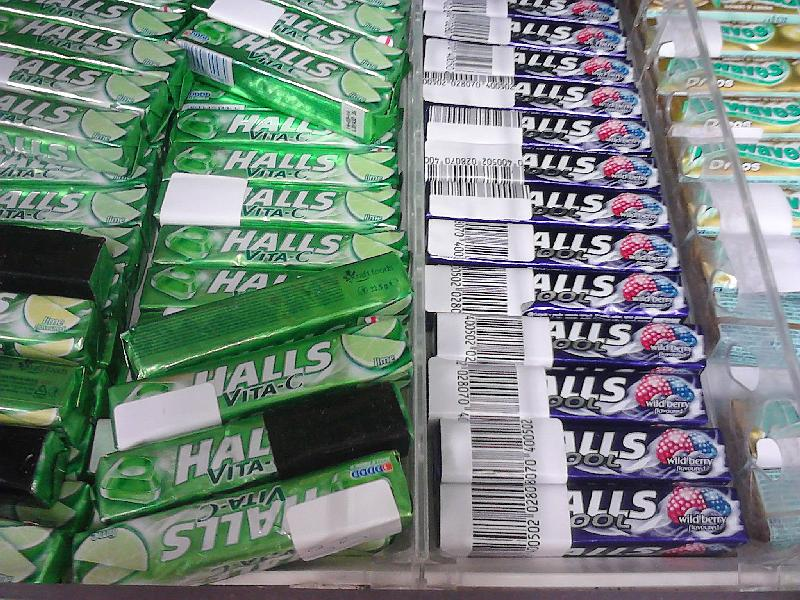
Balas Halls

Halls é uma popular marca de bala britânica. Em muitos países, por exemplo no Reino Unido e nos Estados Unidos, Halls não é considerado bala, sendo somente consumido como um remédio para tosse.
Contém cerca de 10 unidades por embalagem, cuja unidade tem a massa equivalente a 2,75g. A embalagem em total oferece a gramatura de 27,5g.

## História
A marca foi criada na década de 1930 no Reino Unido pela empresa Halls Brothers (fundada em 1893), que foi adquirida pela Warner-Lambert, em 1964. Quando a Pfizer adquiriu a Warner-Lambert, em 2000, a marca Halls veio com todo o portfólio Adams (que incluía Trident, Dentyne, Fresh, entre outras). Dois anos depois, a Adams foi comprada pela Cadbury Schweppes. Em 2010 a Kraft Foods adquire a Cadbury. Dois anos mais tarde, em outubro de 2012, a Kraft Foods passa por uma cisão, criando a Mondelēz International, que absorve as áreas de snacks da antiga empresa, e passa a ser a detentora da marca Halls.
No Brasil, a marca é detentora de mais de 40% do mercado no segmento, tornando-se o carro-chefe da Empresa. Dentro do mercado nacional, o produto é conhecido por "drops", em menção ao antecessor Drops Paquera, comercializado desde a década de 1950. Entrou na década de 1970, nos sabores: eucalipto (Mentho-Lyptus), cereja (Cherry-Lyptus) e extra forte (Strong-Lyptus), posteriormente, foi incluído o sabor limão (Lemon-Lyptus), onde marcharam assim até final da década de 1980. No início da década de 1990, o sabor limão foi retirado, adicionando-se, posteriormente, os sabores morango (Strawberry-Lyptus) e hortelã (Menthol-Lyptus). Outros sabores já foram adicionados e removidos ao longo do tempo, tais como pêssego (Peach-Lyptus) e café. A fabricação de Halls, Trident e outros produtos do segmento no Brasil, continuam centralizados na unidade de Bauru, interior de São Paulo.

## Sabores
- Eucalipto - predominantemente azul (halls power nível 4);
- Cereja - predominantemente carmim (halls power nível 4);
- Extra-Forte - predominantemente preto (halls power nível 5);
- Morango - predominantemente vermelho (halls power nível 3);
- Morango Selvagem -  vermelho e marrom por dentro (halls power nível 2) ;
- Hortelã - verde metalizado;
- Morango - vermelho;
- Melancia - verde e vermelho;
- Uva Verde - verde claro;
- Maracujá - amarelo;
- Chocolate - bege
- Tangerina - laranja;
- Menta - verde (halls power nível 4);
- Mel - predominantemente laranja (halls power nível 2);
- Menta e Eucalipto Extra-Forte - predominantemente prata (halls power nível 5);

### Halls Tropical Air
- Limão com Menta;
- Laranja com Menta;

### Halls Creamy
- Morango - rosa;  (halls power nível 2);
- Limão - verde claro;  (halls power nível 2);
- Morango Selvagem - rosa e marrom  (halls power nível 2);
- Maracujá Tropical - amarelo e marrom; (halls power nível 2);
- Mousse de Manga - amarelo (halls power nível 2);
- Maracujá - amarelo (halls power nível 2);

### Outros
- Ice; (halls power nível 5)
- Fire; (halls power nível 3)

### Halls fruit explosion
- BlueBlueberry - roxo;
- Frutas vermelhas - rosa e roxo;